# Winter-Paralympics 2006/Teilnehmer (Bulgarien)
| stlisierte Goldmedaille | stlisierte Silbermedaille | stlisierte Bronzemedaille |
| ----------------------- | ------------------------- | ------------------------- |
| —                       | —                         | —                         |

Bulgarien nahm an den Winter-Paralympics 2006 in Turin mit einer Athletin und zwei Athleten teil.

## Teilnehmer nach Sportarten

### Sledge-Eishockey
Keine bulgarischen Teilnehmer.

### Ski Alpin
Keine bulgarischen Teilnehmer.

### Ski Nordisch (Biathlon und Skilanglauf)
Damen:
- Blagovesta Koleva
Langlauf: 5 km Freistil, sehbehindert: 13. Platz
Langlauf: 10 km klassisch, sehbehindert: 13. Platz
Langlauf: 15 km klassisch, sehbehindert: 14. Platz

Herren:
- Ivan Ivanov
Biathlon: 7,5 km, blind: 14. Platz
Langlauf: 5 km Freistil, sehbehindert: 18. Platz
Langlauf: 20 km klassisch, sehbehindert: 15. Platz

- Aleksandar Tsokanov
Langlauf: 5 km Freistil, sehbehindert: 17. Platz
Langlauf: 10 km klassisch, sehbehindert: 15. Platz

### Rollstuhlcurling
Keine bulgarischen Teilnehmer.